# كلوز أب (فلم 1990)
عن قرب ((بالفارسية: کلوزآپ ، نمای نزدیک) ، Klūzāp ، nemā-ye nazdīk) هو فيلم وثائقي إيراني لعام 1990 كتبه وأخرجه وحرره عباس كياروستامي. يحكي الفيلم قصة محاكمة حقيقية لرجل انتحل شخصية المخرج السينمائي محسن مخملباف، مما جعل الأسرة التي زارها تصدق أنها ستمثل في فيلمه الجديد. ويضم الفيلم أشخاصًا معنيين يتصرفون بتلقائية، ويتميز بأنه فيلم يمثل الهوية البشرية، مما ساعد في زيادة الاعتراف بكياروستامي في الغرب.
العديد من النقاد يعتبرون كلوز آب تحفة في السينما العالمية، في إستطلاع Sight &amp; Sound لعام 2012، تم التصويت عليه من قبل النقاد على قائمة «أفضل 50 أفضل أفلام في كل العصور».

## القصة
حسين سابزيان هو شخص شغوف بالأفلام، وهو من أشد المعجبين بالمخرج الإيراني الشهير محسن مخملباف. يستقل ذات يوم حافلةً ومعه نسخة من سيناريو منشور لفيلم سائق الدراجة أحد الأعمال المميزة لمحسن مخملباف.تجلس إلى جانبه سيدة اهنخه وتشاركه محبتها لهذا العمل، ليخبرها سابزيان أنه هو نفسه مخملباف منتج العمل، ويعلم أن أبنائها مهتمون بالفيلم. يزور سابزيان عائلة أهنخه في هيئة مخملباف على مدى الأسبوعين المقبلين. قام بخداعهم بالادعاء أنه يريد استخدام منزلهم في فيلمه القادم وأبنائهم كممثلين، كما أنه اقترض 1900 تومان من أحد الأبناء لأجرة سيارة أجرة، بدأ السيد آهنخه يشتبه في كونه دجالاً يحاول سرقته، تحديدًا عندما تظهر صورة على مجلة لمخملباف الأصغر بشعر أغمق.
يقرر السيد آهنخه دعوة الصحفي حسين فارازماند وهو من يؤكد أن سابزيان منتحلٌ بالفعل، لتأتي الشرطة للقبض على سابزيان، بينما يلتقط فارازماند عدة صور لمقاله القادم بعنوان «القبض على مخملباف المزيف».
يزور كيارستمي سابزيان في السجن ويساعد على تجاوز محاكمته، بعد حصوله على إذن من القاضي لتسجيل المحاكمة.
في المحاكمة يحاكم سابزيان بتهمتي الاحتيال ومحاولة الاحتيال، ويكشف عن دوافعه لفعل ذلك كحب لفيلم وسينما مخملباف، بينما يروي ابن آهنخه زياراته عندما بدأوا يشتبهون به، ويبرر موقفه كأب يحاول الحفاظ على عائلته كما أنه ليس له سجل سابق، يوجه القاضي سؤاله للأسرة عما إذا كانوا على استعداد للعفو عن سابزيان. يوافقون على ذلك بشرط أن يصبح عضوًا منتجًا في المجتمع.
بعد المحاكمة، يلتقي المخملباف الحقيقي مع سابزيان ويعيده إلى منزل آهنخه، ويتبعه طاقم كياروستامي، عندما يلتقون بالسيد آهنخه، يقول عن سابزيان: «آمل أن يكون جيدًا الآن ونكون فخورين به».

## الطاقم
- حسين سابزيان بنفسه
- محسن مخمالباف بنفسه
- عباس كياروستامي مثله
- أبو الفضل أهانخه بنفسه
- مهرداد آهنخه بنفسه
- منشهارآهنخه مثله
- مهروخ أهنخه بنفسها
- الحاج علي رضا أحمدي بصفته القاضي
- ناير محسني زونوزي مثل نفسها
- أحمد رضا مؤيد محسني صديق العائلة
- حسين فرازمند نفسه الصحفي والمراسل
- هوشناق شامي سائق تاكسي
- محمد علي براتي على أنه جندي
- داوود جودارزي رقيب
- حسن كوميلي نفسه، مسجل المحكمة
- داوود موهبات بنفسه، مسجل محكمة

## روابط خارجية
- مقالات تستعمل روابط فنية بلا صلة مع ويكي بيانات

## الجوائز
- 1990: مهرجان مونتريال الدولي للسينما والفيديو الجديد: جائزة كيبيك لنقاد السينما [2]
- 1992: مهرجان اسطنبول السينمائي الدولي: جائزة FIPRESCI [3]

1. ↑  The Traveler - Close-up - Criterion Channel نسخة محفوظة 28 سبتمبر 2019 على موقع واي باك مشين.
2. ↑  Montréal Festival of New Cinema (1990)-IMDb نسخة محفوظة 2020-04-07 على موقع واي باك مشين.
3. ↑  Istanbul International Film Festival (1992)-IMDb نسخة محفوظة 2020-04-07 على موقع واي باك مشين.